# حسن صياد خدايي
حسن صياد خدايي (1972 - 22 مايو 2022) كان ضابطًا عسكريًا في الحرس الثوري الإيراني (IRGC). وكان أحد المدافعين عن الأضرحة. اغتيل في 22 مايو 2022، من قبل شخصين يستقلان دراجة نارية أطلقا خمس رصاصات تجاهه وهو أمام منزله في العاصمة طهران. ألقت إيران باللوم فيها على «عناصر مرتبطة بالغطرسة العالمية»، وهو مصطلح يشير إلى الولايات المتحدة وحلفائها بما في ذلك إسرائيل.

## خلفية
وُلد حسن صياد خُدايي عام 1972 في مدينة ميانه التابعة لمحافظة أذربيجان الشرقية الواقعة شمال غرب إيران. إلتحق بقوات حرس الثورة الإسلامية عام 1987. وكان خُدائي أحد «المدافعين عن الأضرحة»، وهي عبارة تستخدمها وسائل الإعلام الإيرانية للإشارة إلى أفراد الحرس الثوري الذين أدوا مهام خلال الصراع مع داعش في سوريا والعراق.
قُتل عدد من العلماء والأكاديميين الإيرانيين منذ عام 2010 أو تعرضوا للهجوم، في هجمات اتهمت طهران إسرائيل بتنفيذ غالبيتها، وكان آخرها اغتيال العالم النووي البارز محسن فخري زاده في 27 نوفمبر 2020.

## اغتيال
في 22 مايو 2022، اغتيل العقيد خُدايي أثناء عودته إلى منزله حوالي الساعة الرابعة مساء بالتوقيت المحلي (11:30 صباحا بتوقيت غرينتش)، من قبل شخصين يستقلان دراجة نارية أطلقا خمس رصاصات باتجاهه وهو في سيارته، سايبا برايد، وهي سيارة رخيصة غير مصفحة، قرب منزله بشرق طهران.
لم تعلن أي جهة مسؤوليتها عن عملية الاغتيال، ولكن وفقًا لصحيفة الغارديان، أثار أسلوب الهجوم المُتَّبع احتمال وجود صلة بعمليات قتل أخرى بالدراجات النارية كانت قد نُسبت في السابق إلى الموساد الإسرائيلي، مثل تلك التي استهدفت العلماء النوويين.

## ردود الفعل
في 23 مايو 2022، تعهد الرئيس الإيراني إبراهيم رئيسي بالثأر لاغتيال خدايي. ووصفه بأنه «شهيد» وألقى باللوم على «يد الغطرسة العالمية».
توعد قائد الحرس الثوري اللواء حسين سلامي بالثأر وقال:«إن خدايي اغتيل على يد الصهاينة، وإن بلاده ستجعلهم يدفعون الثمن». في حين وضعت إسرائيل منظومة القبة الحديدية في حالة التأهب القصوى خشية من تنفيذ إيران هجمات انتقامية.
في 25 مايو 2022، دعت إيران، في رسالة إلى الأمم المتحدة، المجتمع الدولي إلى «إدانة مثل هذه الاغتيالات الوحشية التي تستهدف مواطنين أبرياء من دول أخرى».
كشفت صحيفة نيويورك تايمز الأمريكيّة أن إسرائيل أبلغت الولايات المتّحدة مسؤوليتها عن اغتيال ضابطٍ رفيع المستوى في الحرس الثوري الإيراني الأسبوع الماضي. والذي تم تنفيذه لتحذير طهران من استمرار عملية وحدة سرية مزعومة كان الهدف عضوًا فيها. وبحسب صحيفة يديعوت أحرونوت، غضبت إسرائيل من التسريب. وقال مسؤولون إسرائيليون للموقع الإخباري للصحيفة إنهم «يطالبون نظراءهم الأمريكيين بأجوبة، حيث يضع التقرير مسؤولية القتل على عاتق إسرائيل فقط ويبرئ الولايات المتحدة من لعب أي دور».